# 千葉南警察署
千葉南警察署（ちばみなみけいさつしょ）は、千葉県警察が管轄する警察署。

## 所在地
- 千葉市緑区おゆみ野中央八丁目1番地2

## 管轄区域
- 千葉市緑区

## 庁舎概要
千葉南警察署庁舎
- 竣工年：1992年
- 延床面積：2,760m²
- 構造/規模：RC造、地上4階

千葉南警察署車庫
- 竣工年：1992年
- 延床面積：572m²
- 構造/規模：RC造、地上2階

## 沿革
- 1962年（昭和37年）8月1日：千葉警察署千葉市蘇我警部派出所を格上げして発足。
- 1992年（平成4年）3月30日：現在地に移転新築。
- 2007年（平成19年）4月1日：管轄区域変更。千葉市中央区の一部を千葉中央警察署に移管。千葉市緑区のみとなる。

## 交番
- 学園前駅前交番（千葉市緑区おゆみ野中央1丁目63番地）
- 鎌取駅前交番（千葉市緑区おゆみ野3丁目70番地）
- 土気駅前交番（千葉市緑区あすみが丘1丁目20番地3）
- 誉田交番（千葉市緑区誉田町2丁目26番地1）

2007年（平成19年）4月1日より、星久喜交番・白旗交番・蘇我駅前交番・浜野駅前交番を、千葉中央警察署に移管した。

## 駐在所
- あすみが丘駐在所（千葉市緑区あすみが丘8丁目973番地2）